# Скалабрели (Гросето)
Скалабрели (итал. Scalabrelli) је насеље у Италији у округу Гросето, региону Тоскана.
Према процени из 2011. у насељу је живело 14 становника. Насеље се налази на надморској висини од 544 м.